# Взятие Витебска
Взятие Витебска — боевая операция частей 1-го пехотного корпуса под командованием В. И. Гарпе по освобождению Витебска от наполеоновских войск в 1812 году.
В связи со сложившимся положением на театре военных действий Отечественной войны 1812 года, войска Великой армии 16 июня 1812 года без боя вступили в Витебск и оставались там до 2-й половины августа, а сам город находился в руках неприятеля до отступления из Москвы.

## История
После оттеснения французов от Двины П. Х. Витгенштейну было предписано овладеть Витебском. Задача была поручена отряду генерала Гарпе (два батальона, два эскадрона, два орудия), дополнительно усиленному двумя батальонами, двумя эскадронами, четырьмя орудиями и сотней казаков. 25 октября (6 ноября) отряд прибыл в Старое Село, откуда двинулся к Витебску по правой стороне Двины, однако два эскадрона Ямбургского драгунского полка под командованием полковника Н. А. Столыпина двигались по левому берегу. Отряды подошли к городу на рассвете 26 октября (7 ноября).
После потери Полоцка и последующих поражений корпуса Виктора положение французов в Витебске, где располагалась губернская администрация, оказалось трудным. Уже 4 ноября губернатор, бригадный генерал Пуже, получил указание эвакуировать город и идти на Смоленск через Рудню[какую?]. Пуже немедленно отправил госпиталь с охраной из 200 человек в Фальковичи, сам Пуже задержался и уже на следующий день получил приказ от Виктора не выходить из города, и вернуться, если он уже вышел, так как русские якобы не собирались атаковать Витебск. Зная участь Полоцка, Пуже тем не менее планировал отход, поручив сапёрам подготовиться к поджогу моста, и в это время с запозданием получил письмо от маршала Сен-Сира об отходе на Смоленск. После повторного приказа от Виктора оставаться в Витебске и известий о его отходе Пуже потерял надежду на благополучный исход.
Французы были застигнуты врасплох, стража у Рижских ворот была разоружена без выстрелов, но караул французов у Полоцкой заставы успел перейти по мосту на левую сторону Двины и поджечь мост. Однако добровольцы из русского отряда и эскадрон Польского уланского полка под командованием начальника 7-й дружины Петербургского ополчения полковника П. Л. Шемиота ввязались в бой с отступающими французами. После подхода 26-го егерского полка и удачных действий артиллерии картечью (попытка французов организовать сопротивление, опираясь на два орудия на замковой площади оказалась неуспешной), добровольцы из 7-й дружины и 26-го полка вместе со спешившимися уланами перебежали по горящему мосту и ворвались в город. Пока русские солдаты одного Навагинского батальона и жители города тушили мост, другой батальон под командой командира полка майора Винтера, вместе с эскадронами Польского уланского и Рижского драгунского полков, опрокинули французов, вытеснили их из города и захватили много пленных. Хотя французы отступили на Рудню организованно, они не подожгли складов, в надежде на то, что отступающая французская армия сможет позже ими воспользоваться. При отступлении выяснилось, что французские артиллеристы не взяли с собой достаточно зарядов.
Полковник Столыпин со своими двумя эскадронами и калмыцкой командой организовал преследование нескольких сот вышедших из города с двумя орудиями французов и настиг их в 15 верстах от Витебска, в районе современного населённого пункта Вороны, рассеял построенное каре и отбил орудия. В числе захваченных в плен 400 французов был витебский губернатор генерал Пуже, витебский комендант полковник Шевардо, полковник Фердинанд Фук, бешенковичский комендант капитан Дешарм, восемь обер-офицеров и семь жандармов. Были захвачены также два орудия с четырьмя ящиками и всеми лошадьми, а также обоз. После победы Гарпе оставил в городе полковника Палена с 26-м егерским полком, а сам с остальным отрядом пошёл к Бешенковичам на соединение с главными силами.
В результате боя войска Наполеона лишились сделанных в Витебске запасов: 750 четвертей ржи и муки (157,5 т), 250 четвертей овса (53 т), 40 четвертей круп (8 т), 4000 пудов сена (64 т).
Потеря русских войск составило — до 600 человек.

## Память

### Памятник в Витебске
Памятник в Витебске воздвигался по замыслу Витебского городского головы Ивана Юрьевича Сабина-Гуса и председателя Витебской учёной архивной комиссии В. А. Кадыгробова, на добровольные пожертвования жителей города и губернии. Автор проекта памятника — петербургский архитектор И. А. Фомин, работами по установке памятника руководил витебский городской архитектор Т. В. Кибардин.
На левом, высоком берегу реки Западная Двина, на Успенской горе, 26 октября 1911 года состоялась закладка памятника героям Отечественной войны 1812 года. Открытие памятника предполагалось 26 октября 1912 года, в день 100-й годовщины победы, одержанной над французами.
Памятник из шлифованного красного финляндского гранита и представлял собой четырёхугольный 26-метровый обелиск, покоящийся на четырёх блоках из такого же гранита, которые сужаются к верху. Пьедестал украшен бронзовыми касками, венками и памятной доской с надписью: Бессмертной доблести героев Отечественной войны, участников сражений под Витебском 13, 15, 15 июля и 26 октября 1812 года. Позже был установлен двуглавый орёл на шаре, отлитом на фабрике художественных бронзово-литейных и гальвонических работ Морона в С-Петербурге. По углам подиума, на котором установлен памятник, размещены четыре чугунные пушки, отлитые по образцам мортир времён Петра I Алексеевича.

#### Памятник Ямбургским драгунам
В 1912 году в деревне Вороны был построен памятник ямбургским драгунам в виде оштукатуренного трехступенчатого постамента, увенчанного литым чугунным крестом. На фасаде памятника, обращённого к Смоленскому шоссе, на мемориальной доске надпись «Здесь Ямбургские драгуны октября 1812 г. под командованием своего славного полковника Столыпина сокрушили каре французской пехоты и взяли в плен генерала Пуже и его артиллерию». Над плитой — всевидящее око, под плитой — вензель Александра I. С другой стороны постамента надпись: «Ямбургские уланы своим славным предкам, 1912 г.».